# Krylovecká
Krylovecká je ulice na Lehovci v katastrálním území Hloubětína na Praze 14. Spojuje ulici Slévačskou a Kardašovskou, do Kardašovské ústí dokonce dvakrát, jednou ze západu a jednou ze severu. Má přibližný tvar nedokončeného písmene U.
Nazvána je podle rybníka Krylovec, který leží severozápadně od Jindřichova Hradce. Vedle Oborské a Kardašovské tedy patří do velké skupiny ulic na východě Hloubětína a v sousedních Kyjích, jejichž názvy připomínají vodstvo. Ulice vznikla a byla pojmenována v roce 1988,, když se v 80. letech 20. století budovalo sídliště Poděbradská.
Zástavbu tvoří panelové domy, pouze na západní straně jsou čtyřpodlažní bytové komplexy z druhého desetiletí 21. století. Severní část ulice je jednosměrná.

## Budovy a instituce
- Park Hloubětín, Krylovecká 1105/1, 1105/3, 1099/5 a 1099/7, energeticky pasivní novostavby z let 2014–2016.[3]

## Galerie

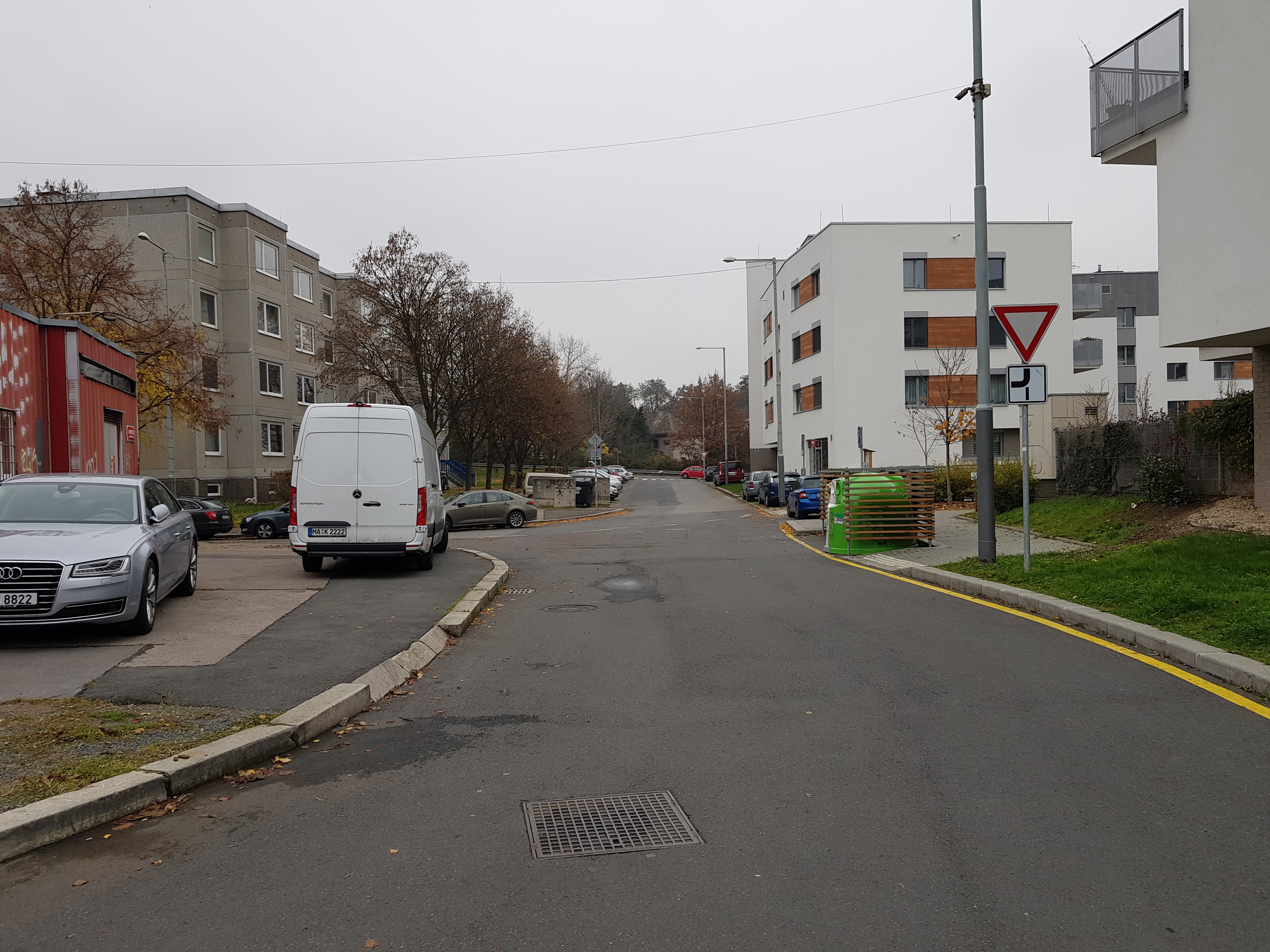
Západní úsek ulice, pohled jižním směrem k ulici Slévačská, vpravo domy komplexu Park Hloubětín